# Szajmurzino (rejon batyriewski)
Szajmurzino (ros. Шаймурзино) – wieś (dieriewnia) w Rosji, w Czuwaszji, w rejonie batyriewskim. W 2010 liczyła 754 mieszkańców.